# Liste des évêques d'Accia
Liste chronologique des évêques de l'ancien diocèse d'Accia en Corse.

## Évêques du diocèse d'Accia
- 909 : Nicolaus
- 930 : Riccobonus
- 1133 : Enrico (Henricus)
- 1267-†après 1274 : Imerio Guardalupo (Imerius Guardalupo)
- 1297-†1332 : Nonno Benvenuto (Nonnus Benvenutus)
- 1332-†1334 : Angelus
- 1334-†1348 : Nicolaus II, transféré de Cithonia
- 1348-1351 : Francesco de Querso ou Questo (Francescus de Quesso)
- 1351 : Filippus
- 1351 : Vincentius, de Tassoni
- 1386 : Michael
- 1388 : Raimondo, de Plaisance (Raimondus de Piacenza)
- 1399 : Francesco Buonacorsi (Francescus Buonacorsi),  transféré de Gravina, inquisiteur en Sardaigne et en Corse
- 1401-†avant sa prise de possession : Ludovico de Narni (Ludovicus de Narni)
- 1401 : Matteo (Matthaeus)
- 1410-1418 : Petrus, de Mosto
- 1418 : Antonius
- 1421 : Anello de Naples (Agnellus)
- 1441 : Albero de Casini
- 1451 : Antonio, de Omessa
- 1452 : Paulo Fregoso
- 1453 : Alberto de Casini
- 1463-1466 : Giovanni Andrea Bussi, transféré à Aléria
- 1467 : Antonio de Bonaumbra
- 1480-1512 : Bartolomeo
- 1493 : Paolo de Fregoso, cardinal de Gênes
- 1494 : Girolamo Antonio, de Subiaco
- 1515-1521 : Domenico de Valletari
- 1521-1547 : Benedetto de Nobili
- 1547 : Girolamo Boccaurato (Girolamo Boccadoro)
- 1548-1553 : Pietro Affatato, transféré à Minori
- 1553-1559 : Agostini Salvago (Agostino Salvago), transféré à Gênes
- 1559-1563 : Giulio Superchio, transféré à Caorle (it)

## Évêques titulaires d'Accia
- 1968-1969 : Luis Rojas Mena (en), évêque auxiliaire de Culiacán (Mexique), puis nommé évêque de Culiacán
- 1974-1883 : Jean-Baptiste Ama, évêque auxiliaire de Yaoundé (Cameroun), transféré à Sangmélima puis à Ebolowa-Kribi
- 1884-1888 : Louis Dufaux, évêque auxiliaire de Marseille, transféré à Grenoble
- 1988-1994 : Jean Zerbo, évêque auxiliaire de Bamako (Mali), transféré à Mopti puis archevêque de Bamako et cardinal
- 1996-1998 : Jean-Claude Périsset, nonce apostolique
- 1999-2004 : James Liu Tan-kuei (de), évêque auxiliaire de Taipei (Taiwan), transféré à Hsinchu
- 2005-2007 : Rochus Tatamai (en), évêque auxiliaire de Kerema (Papouasie-Nouvelle-Guinée), transféré à Bereina, puis Kavieng, et nommé archevêque de Rabaul
- 2007-2011 : Roberto Francisco Ferrería Paz (pt), évêque auxiliaire de Niterói (Brésil), transféré à Campos
- 2012-2014 : Giovanni Crippa (pt), évêque auxiliaire de Salvador de Bahia (Brésil), transféré à Estância, puis Ilhéus
- Depuis 2014 : Levi Bonatto (pt), évêque auxiliaire de Goiânia (Brésil)